# Starboard (Band)
Starboard ist eine 2021 debütierte Funeral-Doom-Band.

## Geschichte
Marko „M.Ö.“ Översti, der als „Nuurag-Vaarn“ das Black-Metal-Projekt Wyrmwoods unterhält, initiierte Starboard als Nebenprojekt. Zur Verwirklichung seiner Idee zog er M.M. für Trompete und Flügelhorn sowie H.K. mit einer Klarinette hinzu. Das Projekt debütierte am 17. Oktober 2021 mit dem Album Abaia über Narcoleptica Productions.

## Stil
Die Musik von Starboard wird dem Funeral Doom zugerechnet, dabei nutzt die Band Elemente des Dark Jazz und Dark Ambient, um den Klang zu erweitern. Diese Idee eines Crossovers unter Zuhilfenahme eines Jazz-Instrumentariums, mit dem Ideen des Lounge- und Dark-Jazz in den Funeral Doom getragen werden, hat Starboard mit Föhn und Abyssal gemein.

## Diskografie
- 2021: Abaia (Album, Narcoleptica Productions)